# Es Caló
Es Caló de Sant Agustí (kurz: Es Caló) ist ein kleiner Ort mit einem Naturhafen  im nordöstlichen Teil der  Baleareninsel Formentera.  Es Caló gehört zur Gemeindeverwaltung Pilar de la Mola.
Früher war der Ort unter dem Namen Caló des Frares als Fischerdorf bekannt. Zu römischer Zeit war Es Caló de Sant Agustí der einzige Hafen auf der Insel. Auf Grund seiner Lage war er jedoch nur für kleinere Schiffe und Boote anzulaufen und bei starkem Nordwind nur eingeschränkt nutzbar.  Heute wird der Naturhafen von Fischer- und kleineren Sportbooten genutzt. Der gewerbliche Verkehr wird im ca. 12 km entfernten Inselhafen La Savina abgewickelt.
Es Caló wurde 1858 bekannt durch eine von dem Formenterenser Joan Marí i Mayans gegründete Brennerei und Likörfabrikation im Gebäude Ca´s Alambí.  Mayans produzierte dort den landestypischen Likör aus Kräutern und Thymian.  Mitte des 20. Jahrhunderts wurde die Fertigung der Licors Marí Mayans  nach Santa Eulària des Riu auf Ibiza verlegt. Die Produkte Hierbas Ibicencas der heutigen Licors Marí Mayans d'Eivissa sind weit über die Landesgrenzen hinaus bekannt.
Mit dem Aufkommen des Tourismus auf Formentera in den 1970er Jahren nahm auch die Bevölkerung zu. 2007 hatte Es Caló 373 Einwohner. Das  Hotel Entre Pinos ist eines der ersten touristischen Einrichtungen im Ortsgebiet. In unmittelbarer Nähe der Hafenanlage befindet sich der rund 100 m lange und mit einer durchschnittlichen Breite von 25 m feinsandige Badestrand Ses Platgetes.

## Sehenswürdigkeiten
- Windmühle Molí Vell
- Leuchtturm Far de la Mola, ca. 7 km entfernt an der östlichen Meeresküste, wurde 1860/61 durch den spanischen Ingenieur und Baumeister Emili Pou y Bonet erbaut. Später wurde ein Gedenkstein zu Ehren von Jules Verne errichtet, in dessen Roman Reise durch die Sonnenwelt der Leuchtturm eine Rolle spielt.[1]